# Loma de la Mosca
Loma de la Mosca är en ort i Mexiko.   Den ligger i kommunen Tantoyuca och delstaten Veracruz, i den sydöstra delen av landet, 240 km norr om huvudstaden Mexico City. Loma de la Mosca ligger 120 meter över havet och antalet invånare är 171.
Terrängen runt Loma de la Mosca är platt. Runt Loma de la Mosca är det ganska tätbefolkat, med 72 invånare per kvadratkilometer. Närmaste större samhälle är Tantoyuca, 7,8 km söder om Loma de la Mosca. Trakten runt Loma de la Mosca består till största delen av jordbruksmark.